# تدوير زيت المحركات

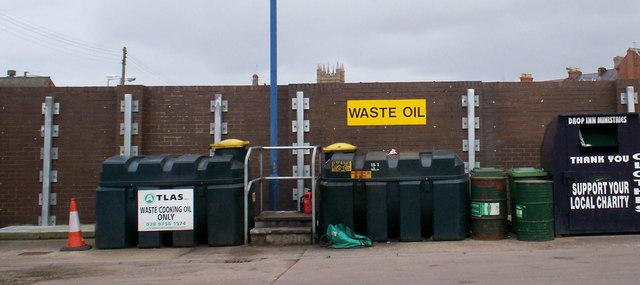
زيوت تشحيم مستهلكة مجمعة بغرض إعادة تدويرها.

تدوير زيت المحركات (بالإنجليزية: Automotive oil recycling)‏ هي عملية استخلاص الأجزاء المفيدة من زيت تشحيم مستهلك وإعادتها للاستخدام بعد إضافة بعض المواد تجعله صالحا للاستخدام. زيت المحركات المستهلك هو مجموع الزيت المستخدم في المحركات وكذلك الزيت المستخدم في الأجزاء المتحركة الهيدروليكية التي استخدم في الروافع والكبس. كما أن تدوير الزيت المستهلك يفيد البيئة إذ يخفض كمية النفايات كثيرا، كما أن إعادة تكرير الزيت المستهلك تمنع أن يتخلص بعض العامة مما لديهم من زيت مستهلك في مناطق زراعية أو في أنهار ومجاري مائية. فعلى سبيل المثال فإن لتر واحد من زيت المحركات يتسبب في إفساد نحو مليون لتر من الماء.
لهذا أصدرت حكومات البلاد الأوروبية والأمريكية تشريعات تحرم إلقاء زيوت المحركات المستهلكة في البيئة، ووجوب تسليمها إلى البائع، حيث تجمع ويعاد تدويرها. تستخلص المواد المفيدة من الزيت المستهلك، واما الرواسب المتبقية فحجمها قليل؛ تجمع هي الأخرى وتتخلص منها الإدارة المحلية بطريقة لا تضر السكان ولا تضر البيئة.

## زيت المحرك

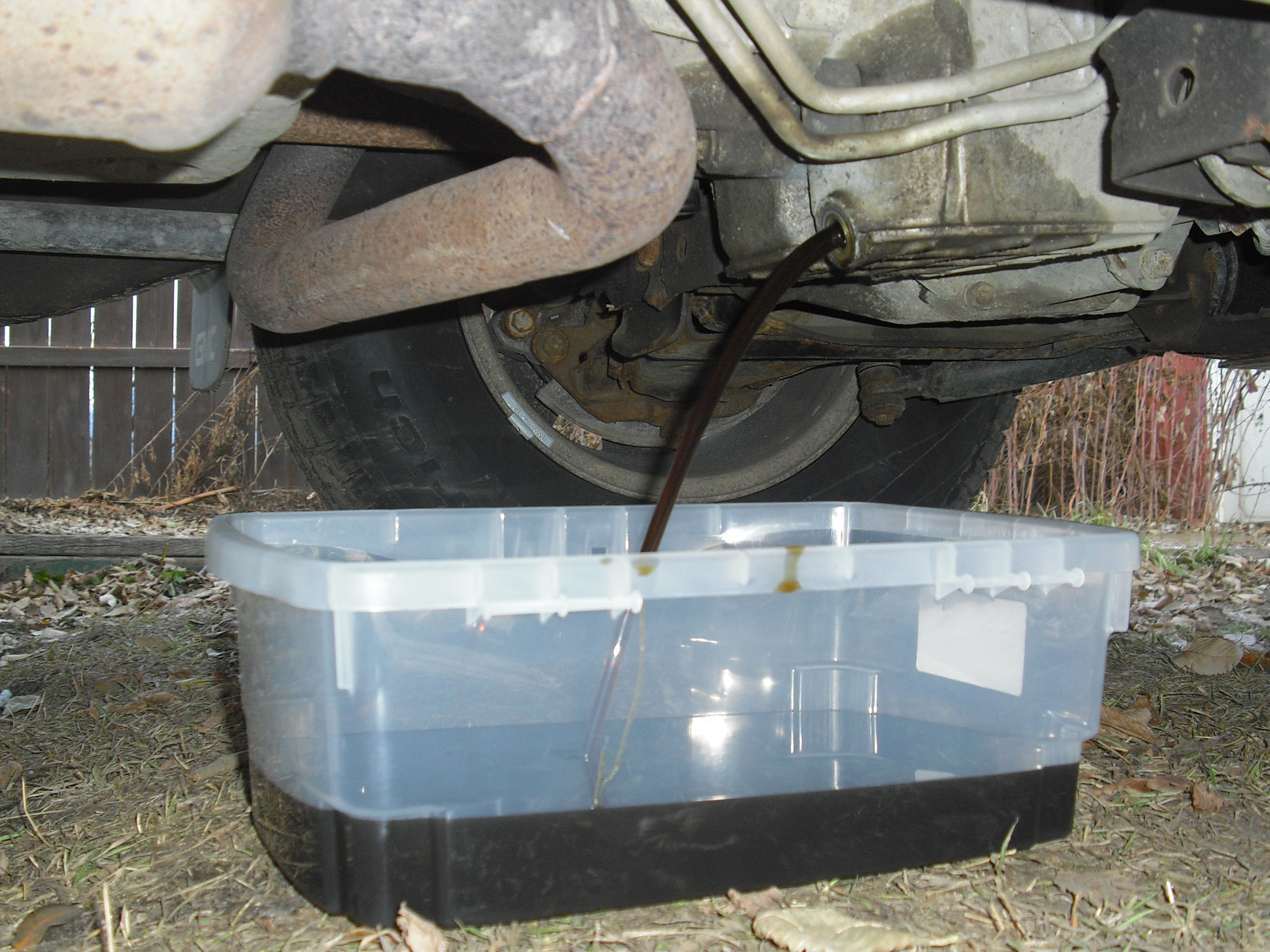
تفريغ زيت تشحيم مستهلك من محرك سيارة.

يمكن أن يستخدم الزيت المعاد تكريره كوقود يسخن سخانات أو في التدفئة أو في التطبيقات الصناعية التي تحتاج اشتعالا مثل الأفران العالية مصانع إنتاج الأسمنت. الزيت المعاد تكريره يمكن بعد تقطيره أن يستخدم كزيت ديزل يشغل المحركات الديزل وفي تشغيل السفن؛ وتعتمد تلك الطريقة على طريقة مشابهة لعملية إعادة التكرير ولكن من دون الإضافات التي تضاف إلى «زيت القاعدة» لتجعله صالحا للاستخدام كمشحم للمحركات. إن زيت التشحيم يمكن إعادة استخدامه خلال عملية إعادة التكرير واستخدامه وإعادة تكريره لمرات غير محدودة.

## إعادة تكرير زيت التشحيم
عملية إعادة تكرير زيت تشحيم مستهلك هي عملية استخلاص الزيت منه وفصله عن مواد كيميائية وعناصر معادن ثقيلة وأوساخ. وتتم عملية إعادة تكرير لزيوت تشحيم السيارات وللزيوت المستهلكة في الصناعة في معامل إعادة تكرير. يفحص الزيت المستهلك أولا بالنسبة إلى صلاحيته لعملية إعادة التكرير، وبعدها تجرى له عملية استخلاص الماء منه
dehydrated عن طريق التقطير؛ وما يستخلص منه من ماء يعالج قبل إعادته إلى البيئة. كما أن عملية إزالة الماء من الزيت المستهلك تزيل معها أيضا بقايا الوقود الخفيف الذي يمكن استخدامه في تشغيل سخان التقطير، كما تفصل غليكول الإيثيلين
الذي يمكن استخدامه كمانع ضد تصلب الجليد (في البلاد الأوروبية الباردة تترسب الرطوبة ليلا على نوافذ السيارات مكونة طبقة ثلجية صلبة تحجب الرؤية، لهذا تباع فيها مضادات سائلة ضد تصلب الجليد على نوافذ السيارات؛ أحوال لا نعرفها في منطقتنا العربية.)
ثم يفصل بقايا الوقود من زيت التشحيم المستهلك عن طريق تقطير بالتفريغ فيتبقى ما يسمى «حد تشحيم» lube cut (الذي يمكن إعادة استخدامه بعد تجهيزه ليصبح زيت تشحيم) ويتبقى زيت ثقيل يحتوي على المواد المضافة إلى زيت التشحيم المستهلك وبعض الشوائب الأخرى من الأوساخ مثل الأسفلت. وتجرى على «حد التشحيم» عملية هدرجة محفزة
catalytic hydrogenation بغرض إزالة مبلمرات ومواد كيميائية أخرى؛ وتشمل الهدرجة تشبيع المسلسلات الكربونية بالهيدروجين لزيادة ثباتها واستقرارها.
عملية أخيرة لفصل الزيت تتم بطريقة التجزئة حيث يتجزء خلالها الزيت إلى ثلاثة أنواع: زيت تشحيم خفيف اللزوجة يناسب تطبيقات التشحيم المعتادة، ومشحم مخفض اللزوجة يناسب تشحيم المحركات ولأغراض صناعية، ومشحم عالي اللزوجة للاشغال الثقيلة. الزيت الناتج من هذه الخطوة يسمى «زيت قاعدة» base oil (RRBL).
ثم يضاف إليها مواد تناسب الثلاثة درجات من زيوت التشحيم لدعم كفاءتها كمشحمات. وتفحص جودة كل نوع من المشحمات قبل تعبئتها وبيعها في السوق.

## اقرأ أيضا
- زيت محرك